# Molophilus satyr
Molophilus satyr là một loài ruồi trong họ Limoniidae. Chúng phân bố ở miền Australasia.